# Aloe brunneodentata
Aloe brunneodentata (укр. Алое брунеодентата, Алое коричневозубчате) — сукулентна рослина роду алое.

## Назва
Видова назва через коричневі зубці, що розташовані по краям листків від лат. brunneus — «коричневий» і лат. dentatus — «зубчик».

## Історія
Вид знайдений англійським ботаніком Ірис Шейлою Коленетт (1927—2017) 15 квітня 1986 року на східній стороні дороги між містами Абха і Наджран у Саудівській Аравії, на висоті 1800 метрів над рівнем моря. Вперше описаний грецьким ботаніком Джоном Якобом Лавраносом (1926—2018) у співавторстві з Ірис Шейлою Коленетт у 2000 році в журналі Американського товариства любителеів кактусів і сукулентів (англ. Cactus and Succulent Society of America) «Cactus and Succulent Journal».

## Морфологічні ознаки
Листя утворюють щільні розетки. Яскраві блакитно-зелені листки від 70 до 90 см завдовжки і до 18 см завширшки. Коричневі зубці на краю листя короткі. Сік листя коричнево жовтого кольору. Суцвіття просте або розгалужується. Досягає близько 60 сантиметрів завдовжки. Китиця циліндрична. Приквітки мають довжину від 12 до 15 міліметрів і ширину від 4 до 6 міліметрів. Червоні, пухнасті квіти досягають від 24 до 26 міліметрів (рідше до 35 міліметрів) завдовжки і заокруглюються на їх основі. Тичинки та стовпчик не виступають з квітки.

## Місця зростання
Aloe brunneodentata — ендемічна Саудівської Аравії. Вид відомий тільки з місця знаходження.

## Охоронні заходи
Вид включений до додатку II конвенції про міжнародну торгівлю видами дикої фауни і флори, що перебувають під загрозою зникнення (CITES).